# アハメド・ハシャニ
アハメド・ハシャニ（Ahmed Hachani、1956年10月4日 - ）はチュニジアの政治家。2023年8月2日から2024年8月7日までチュニジアの首相を務めた。

## 概要
1956年10月4日生。チュニス大学法学部を卒業し、その後チュニジア中央銀行に勤務した。2023年8月1日、ハシャニはカイス・サイード大統領によって同国の新政府樹立に任命された。同日解任されたナジュラ・ブデンの後任である。ハシャニの指名はチュニジア大統領府により同月2日発表された。2024年8月7日、サイードはハシャニを解任し、後任にカメル・マドゥリ社会問題相を指名した。